# 大军团广场 (曼哈顿)
大军团广场（英語：Grand Army Plaza）位于纽约曼哈頓59街与第五大道交叉路口，中央公園的东南角、广场饭店前。兴建广场的构思最早是由雕塑家卡尔·比特在1898年建议。它得名于波多马克军团。由卡雷尔和黑斯廷斯建筑师事务所设计，于1916年完成。
广场为椭圆形，由59街平分为南北两部分。北部有谢尔曼的金色骑马雕像，作者是奥古斯塔斯·圣·高登斯。广场南部有约瑟夫·普立策出资的普利策纪念喷泉。喷泉顶部的罗马丰腴女神波蒙那铜像由卡尔·比特设计。1990年，广场进行整修，耗资370万美元。著名的广场饭店即得名于此，并坐落在广场西南角。